# Мім Бім, або Чуже життя
«Мім Бім, або Чуже життя» — фільм 2008 року.

## Зміст
Молодого театрального актора всі називають Бімом. Та не все у житті йде гладко і його виганяють з театру. Ще й дружина вирішила кинути його і забрала собі дитину. Бім підробляє мімом на площах, щоб хоч якось себе прогодувати. Одного разу незнайомець пропонує круглу суму за те, щоб Бім ужився в образ зниклого безвісти і допоміг знайти, де той ховається.